# Йохан II фон Волденберг
Йохан II фон Волденберг-Вердер (на немски: Johann II/Johannes II Graf von Woldenberg und von Werder; * пр. 1267; † сл. 24 юни 1331) е граф на Волденберг в Харц в Долна Саксония и на Вердер (Вердер де Инсула на река Нете) и Бокенхем.

## Произход
Той е най-големият син на граф Херман II фон Волденберг († 1271/1272) и съпругата му Хедвиг фон Вернигероде († сл. 1264), внучка на граф Албрехт III фон Вернигероде († сл. 1214/1224) и съпругата му фон Кверфурт. Майка му Хедвиг е дъщеря на граф Гебхард I фон Вернигероде в Дерлингау и Нордтюринггау († 1270) и Луитгард († сл. 1259); или дъщеря на брата на Гебхард I, на граф Конрад I фон Вернигероде в Амбергау, шериф на Дрюбек († сл. 1253), и Хадевиг († 1252). Внук е на граф Хайнрих I фон Волденберг († 1251) и съпругата му София фон Хаген († 1261).
Роднина е на Буркард I фон Волденберг († 1235), архиепископ на Магдебург (1232 – 1235), на Хайнрих фон Волденберг († 1318), епископ на Хилдесхайм (1310 – 1318), Ото II фон Волденберг († 1331), епископ на Хилдесхайм (1319 – 1331), Херман фон Бланкенбург († 1303), епископ на Халберщат (1296 – 1303), и Бурхард II фон Бланкенбург († 1305), архиепископ на Магдебург (1296 – 1305).
Братята му са Лудолф IV фон Волденберг († 1286), граф на Вердер ан дер Нете, Конрад I фон Волденберг († 1331/1338), граф на Вердер, господар на Гандерсхайм, Хайнрих фон Волденберг († сл. 1275), домхер в Хилдесхайм (1264 – 1275), архдякон в Борзум (1270), Буркхард фон Волденберг († сл. 1264) и Хойер III фон Волденберг († 1327/1331).

## Фамилия
Йохан II фон Волденберг се жени пр. 30 април 1302 г. за Юта фон Халермунд († между 5 май 1327/15 юни 1333), дъщеря на граф Вилбранд III фон Халермунд († 1280) и Аделхайд фон Аденойс († сл. 1324). Те имат 13 деца:
- Йоханес IV фон Волденберг († 8 април/24 юни 1352), граф на Волденберг, женен за Ирмгард фон Хомбург († сл. 1352)
- Херман фон Волденберг († сл. 9 октомври 1327), домхер в Халберщат (1310)
- Хойер IV фон Волденберг († сл. 2 февруари 1350), домхер в Хилдесхайм (1321)
- Вилбранд I фон Волденберг († сл. 6 май 1316), домхер в Хилдесхайм (1310 – 1317)
- Бурхард VI фон Волденберг († 25 юли 1351/24 юни 1352)
- Хайнрих IV фон Волденберг († сл. 1331)
- Герхард фон Волденберг († 18 август/9 октомври 1383), граф на Волденберг, женен за София († сл. 1359)
- Вилбранд II фон Волденберг († сл. 1341)
- Хедвиг фон Волденберг († сл. 13 януари 1349), канонк в Кведлинбург (1317), провост в Кведлинбург (1348 – 1349)
- Аделхайд фон Волденберг († сл. 1321), каноник в Гандерсхайм (1317), провост на Гандерсхайм (1318 – 1321)
- Юта фон Волденберг († сл. 15 март 1356), каноник в Гандерсхайм (1317), провост на Гандерсхайм (1329 – 1338)
- Елизабет фон Волденберг († сл. 1343), монахиня във Вьолтингероде
- Мехтилд фон Волденберг, омъжена пр. 10 май 1326 г. за Херман фон Щайнберг († сл. 1357)